# 2-Aminonaphthalin-1-sulfonsäure
2-Aminonaphthalin-1-sulfonsäure ist eine chemische Verbindung aus der Gruppe der aromatischen Amine und der Naphthalinsulfonsäuren bzw. Buchstabensäuren. Sie wird auch Tobiassäure, nach dem deutschen Chemiker Georg Tobias, genannt.

## Gewinnung und Darstellung
2-Aminonaphthalin-1-sulfonsäure kann durch Sulfonierung von 2-Naphthol mit Chlorsulfonsäure in Nitrobenzol bei 0 °C, gefolgt vom Erhitzen der resultierenden 2-Hydroxynaphthalin-1-sulfonsäure mit Ammoniumsulfit und Ammoniak bei 145–150 °C (Bucherer-Reaktion) gewonnen werden:
Ebenfalls möglich ist die Darstellung durch Sulfonierung von 2-Naphthylamin oder durch Aminierung der entsprechenden Hydroxynaphthalinsulfonsäure.

## Eigenschaften
2-Aminonaphthalin-1-sulfonsäure ist ein brennbarer, schwer entzündbarer, kristalliner, hellbrauner Feststoff, der schwer löslich in Wasser ist.

## Verwendung
2-Aminonaphthalin-1-sulfonsäure wird als Zwischenprodukt zur Herstellung von anderen chemischen Verbindungen [wie 2-(2-Naphthylamino)benzoxazol oder Farbstoffen] verwendet.